# Odontomyia luteiceps
Odontomyia luteiceps är en tvåvingeart som beskrevs av de Meijere 1911. Odontomyia luteiceps ingår i släktet Odontomyia och familjen vapenflugor. Inga underarter finns listade i Catalogue of Life.